# Bahnhof Uguisudani
Der Bahnhof Uguisudani (jap. 鶯谷駅, Uguisudani-eki) ist ein Bahnhof in der japanischen Stadt Tokio. Er wird von der Bahngesellschaft JR East betrieben und befindet sich im Nordwesten des Bezirks Taitō. Der Name des Bahnhofs leitet sich von einem in der Nähe befindlichen Tal ab, in dem einst viele Japanseidensänger (鴬, Uguisu) lebten.

## Verbindungen
Uguisudani ist ein Zwischenbahnhof an der Keihin-Tōhoku-Linie und der Yamanote-Linie, die beide durch die Bahngesellschaft JR East betrieben werden und in diesem Bereich parallel verlaufen. Erstere verbindet Ōmiya mit Tokio und Yokohama sowie daran anschließend auf der Negishi-Linie mit Ōfuna. Tagsüber fahren die Nahverkehrszüge alle fünf Minuten, während der Hauptverkehrszeit alle drei bis vier Minuten. Somit werden jede Stunde zwischen 12 und 20 Züge angeboten. Ähnlich dicht ist der Verkehr auf der ringförmig rund um das Tokioter Stadtzentrum verlaufenden Yamanote-Linie: Tagsüber in beiden Richtungen zwölf Züge je Stunde, während der Hauptverkehrszeit bis zu 18 Züge. Vor dem Nordeingang halten zwei Buslinien der Gesellschaft Toei Bus, vor dem Südeingang zwei Quartierbuslinien des Bezirks Taitō.

## Anlage
Der Bahnhof steht an der Grenze zwischen den Stadtteilen Negishi (im Norden) und Uenosakuragi (im Süden), die beide zum Bezirk Taitō gehören. Westlich der Bahntrasse erstreckt sich der Ueno-Park mit zahlreichen Sehenswürdigkeiten und Kulturinstitutionen. Zu diesen gehören unter anderem der Kan’ei-ji-Tempel mit dem dazu gehörenden Friedhof, das Nationalmuseum Tokio, die Internationale Bibliothek für Kinderliteratur, das Shitamachi-Museum, das Nationale Forschungsinstitut für Kulturgüter, das Nihon Bijutsuin und das Tōkyō Geijutsu Daigaku. An der Ostseite des Bahnhofs gibt es eine Konzentration von Love Hotels.
Die von Nordwesten nach Südosten ausgerichtete Anlage umfasst vier Gleise, die alle dem Personenverkehr dienen und an zwei überdachten Mittelbahnsteigen liegen. Der Zugang erfolgt von zwei weit auseinander liegenden Empfangsgebäuden aus. Der südliche steht neben einer über das Gelände führenden Straßenbrücke; von dort aus führen eine Rampe und eine gedeckte Überführung zum südöstlichen Ende der Bahnsteige. Vom nordwestlichen Ende aus führt ein Personentunnel zum nördlichen Empfangsgebäude hinüber. Östlich am Bahnhof vorbei verlaufen die Gleise der Schnellfahrstrecke Tōhoku-Shinkansen, der Tōhoku-Hauptlinie, der Jōban-Linie, der Utsunomiya-Linie und der Takasaki-Linie, deren Züge hier alle ohne Halt durchfahren.
Im Fiskaljahr 2019 nutzten durchschnittlich 25.707 Fahrgäste täglich den Bahnhof.

## Bilder

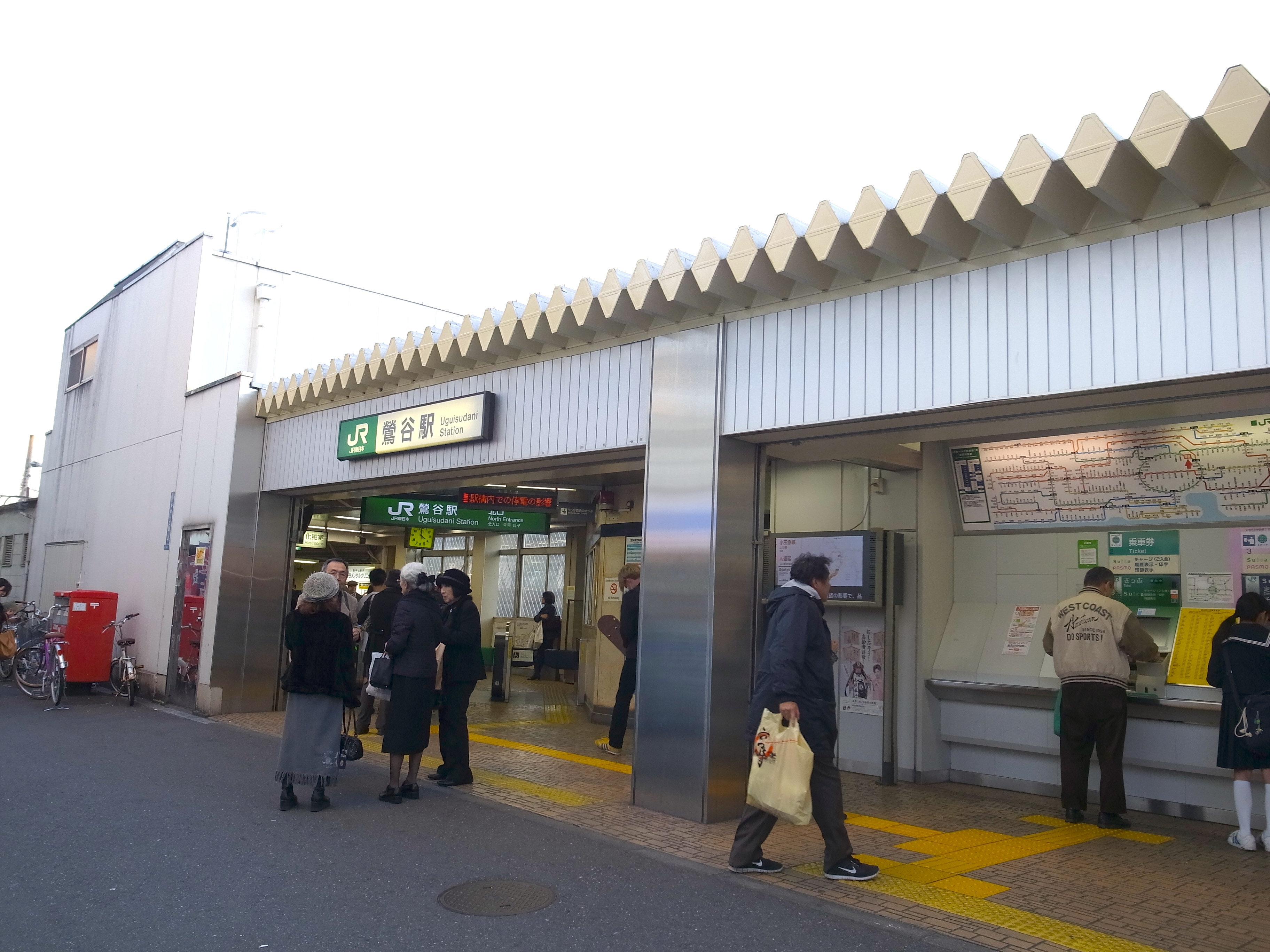
Nordeingang
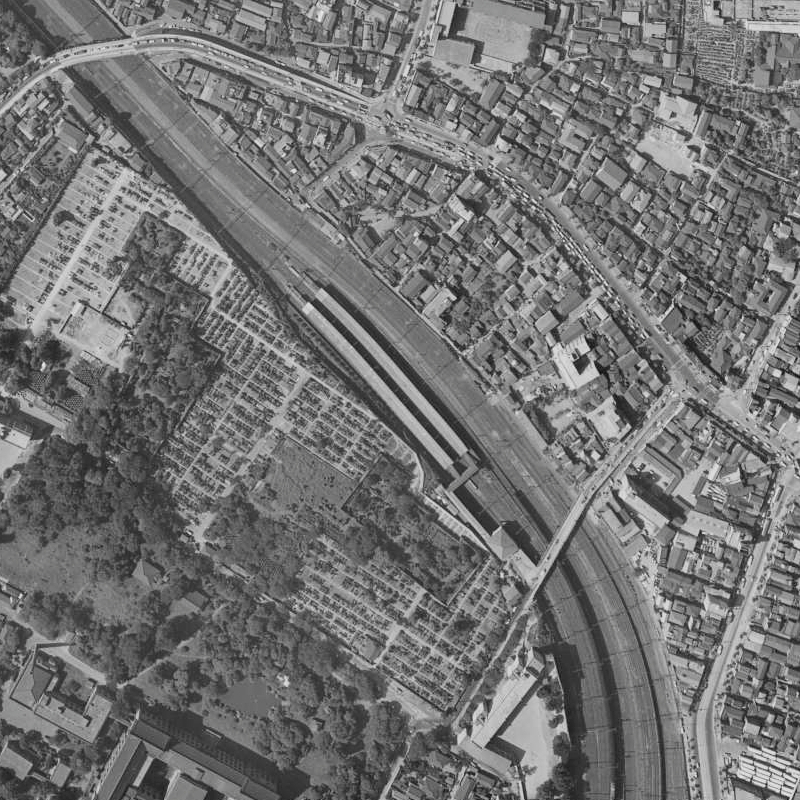
Luftansicht von 1963
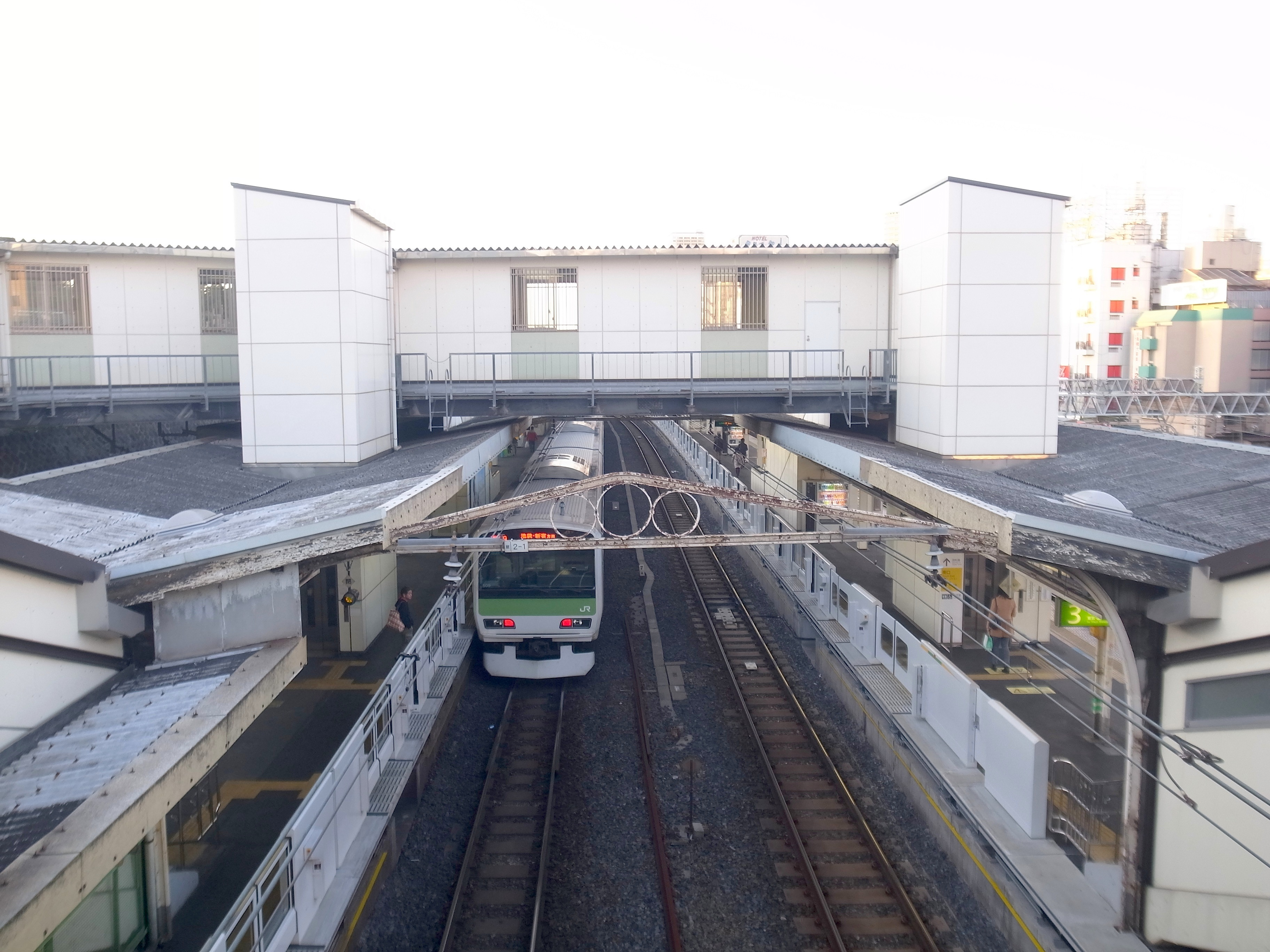
Blick auf die Bahnsteige

## Gleise
| 1 | ▉ Keihin-Tōhoku-Linie | Tabata • Uruwa • Ōmiya        |
| 2 | ▉ Yamanote-Linie      | Tabata • Ikebukuro • Shinjuku |
| 3 | ▉ Yamanote-Linie      | Ueno • Tokio • Shinagawa      |
| 4 | ▉ Keihin-Tōhoku-Linie | Tokio • Kawasaki • Yokohama   |

## Linien
| Verlauf der Keihin-Tōhoku-Linie / Negishi-Linie |
| --- |
| Ōmiya • Saitama-Shintoshin • Yono • Kita-Urawa • Urawa • Minami-Urawa • Warabi • Nishi-Kawaguchi • Kawaguchi • Akabane • Higashi-Jūjō • Ōji • Kami-Nakazato • Tabata • Nishi-Nippori • Nippori • Uguisudani • Ueno • Okachimachi • Akihabara • Kanda • Tokyo • Yūrakuchō • Shimbashi • Hamamatsuchō • Tamachi • Takanawa Gateway • Shinagawa • Ōimachi • Ōmori • Kamata • Kawasaki • Tsurumi • Shin-Koyasu • Higashi-Kanagawa • Yokohama • Sakuragichō • Kannai • Ishikawachō • Yamate • Negishi • Isogo • Shin-Sugita • Yōkōdai • Kōnandai • Hongōdai • Ōfuna |

| Verlauf der Yamanote-Linie |
| --- |
| Shinagawa • Ōsaki • Gotanda • Meguro • Ebisu • Shibuya • Harajuku • Yoyogi • Shinjuku • Shin-Ōkubo • Takadanobaba • Mejiro • Ikebukuro • Ōtsuka • Sugamo • Komagome • Tabata • Nishi-Nippori • Nippori • Uguisudani • Ueno • Okachimachi • Akihabara • Kanda • Tokyo • Yūrakuchō • Shimbashi • Hamamatsuchō • Tamachi • Takanawa Gateway • Shinagawa |

## Geschichte
Das Eisenbahnamt, das spätere Eisenbahnministerium, eröffnete am 11. Juli 1912 den Bahnhof Uguisudani an der Yamanote-Linie. Unter Verwendung der Gleise der Yamanote-Linie wurde die Keihin-Tōhoku-Linie am 1. November 1928 vom Bahnhof Tokio nach Akabane verlängert. Fast drei Jahrzehnte lang teilten sich beide Linien dasselbe Gleispaar, bis zur Inbetriebnahme einer zweiten Doppelspur und eines zusätzlichen Bahnsteigs am 19. November 1956 durch die Japanische Staatsbahn. Im Rahmen der Staatsbahnprivatisierung ging der Bahnhof am 1. April 1987 in den Besitz der neuen Gesellschaft JR East über.